# Louis Dehaye
Pas d'image ? Cliquez ici

a Compétitions nationales et continentales officielles uniquement.

Louis Dehaye, né le 27 septembre 1928 à Remoulins (Gard) et mort le 29 février 2008 à Arles (Bouches-du-Rhône), est un joueur de rugby à XIII, évoluant au poste d'arrière dans les années 1940 et 1950.
Il pratique le rugby dès son plus jeune âgé au sein du club avignonais du S.O. Avignon. Dabord à XV avant de passer à XIII en 1944, L. Dehaye suit l'évolution du club. En 1948, le R.C. Marseille profite de son service militaire à Marseille pour l'incorporer à son équipe. Il remporte alors le Championnat de France 1949 et la Coupe de France 1949. De retour au S.O. Avignon en mars 1950, il y poursuit sa carrière disputant la finale perdue du Championnat de France en 1957.

## Palmarès
- Collectif :
  - Vainqueur du Championnat de France : 1949 (Marseille).
  - Vainqueur de la Coupe de France : 1949 (Marseille).
  - Finaliste du Championnat de France : 1950 (Marseille) et 1957 (Avignon).
  - Finaliste de la Coupe de France : 1947 (Avignon).